# Family (David Guetta)
Family è un singolo del DJ francese David Guetta, pubblicato il 28 ottobre 2021.

## Descrizione
Il brano è stato realizzato attraverso le partecipazioni vocali di Bebe Rexha, Ty Dolla Sign e A Boogie wit da Hoodie. Nel corso dell'anno Guetta ha reso disponibili otto versioni remix in cui Bebe Rexha (in alcuni casi anche Ty Dolla Sign) è stata sostituita da diverse cantanti, reinterpretando il testo nella loro lingua materna, tra cui Sofía Reyes, Annalisa, e Iza.

## Video musicale
Il video, diretto da Michael Garcia, è stato reso disponibile il 23 novembre 2021 attraverso il canale YouTube del DJ.

## Tracce
Testi e musiche di Ralph Wegner, KK Johnson, Jenna Johnson, Billy Mann, Ben Johnson, A Boogie wit da Hoodie, Ty Dolla Sign e David Guetta.
Download digitale
1. Family (feat. Bebe Rexha, Ty Dolla Sign & A Boogie wit da Hoodie) – 2:38

Download digitale – remix
1. Family (feat. Bebe Rexha, Ty Dolla Sign & A Boogie wit da Hoodie) (22Bullets Remix) – 3:02

Download digitale – versione italiana
1. Family (feat. Annalisa, Ty Dolla Sign & A Boogie wit da Hoodie) – 2:38

Download digitale – versione spagnola
1. Family (feat. Sofía Reyes & A Boogie wit da Hoodie) – 2:40

Download digitale – versione araba
1. Family (feat. Imen Siar, Ty Dolla Sign & A Boogie wit da Hoodie) – 2:38

Download digitale – versione norvegese
1. Family (feat. Julie Bergan, Ty Dolla Sign & A Boogie wit da Hoodie) – 2:38

Download digitale – versione portoghese
1. Family (feat. Iza, Ty Dolla Sign & A Boogie wit da Hoodie) – 2:38

Download digitale – versione russa
1. Family (feat. Artik & Asti & A Boogie wit da Hoodie) – 2:38

Download digitale – versione tedesca
1. Family (feat. Lune, Ty Dolla Sign & A Boogie wit da Hoodie) – 2:38

Download digitale – Remixes
1. Family (feat. Bebe Rexha, Ty Dolla Sign & A Boogie wit da Hoodie) (Hook n Sling Remix) – 2:43
2. Family (feat. Bebe Rexha, Ty Dolla Sign & A Boogie wit da Hoodie) (Crvvcks Remix) – 3:13

Download digitale – Downtempo Dance Remix
1. Family (feat. Bebe Rexha, Ty Dolla Sign & A Boogie wit da Hoodie) (David Guetta Downtempo Dance Remix) – 3:18

## Classifiche
| Classifica (2021) | Posizione massima |
| ----------------- | ----------------- |
| Norvegia          | 28                |
| Svizzera          | 78                |